# Čínov
Čínov (původním jménem Wiederkomm) je vesnice, část města Klatovy ve stejnojmenném okrese v Plzeňském kraji. Nachází se asi dva kilometry východně od Klatov. Čínov leží v katastrálním území Klatovy o výměře 27,21 km².

## Historie
První písemná zmínka o vesnici pochází z roku 1789.
Čínov vznikl roku 1964 jako část města Klatovy ve stejnojmenném okrese.

## Obyvatelstvo
| Rok            | 1869 | 1880 | 1890 | 1900 | 1910 | 1921 | 1930 | 1950 | 1961 | 1970 | 1980 | 1991 | 2001 | 2011 | 2021 |
| -------------- | ---- | ---- | ---- | ---- | ---- | ---- | ---- | ---- | ---- | ---- | ---- | ---- | ---- | ---- | ---- |
| Počet obyvatel | 0    | 102  | 69   | 66   | 84   | 0    | 70   | 0    | 62   | 95   | 62   | 95   | 75   | 127  | 149  |
| Počet domů     | 0    | 6    | 9    | 9    | 9    | 11   | 12   | 0    | 0    | 21   | 14   | 29   | 22   | 37   | 45   |